# Discovery (musikalbum av Electric Light Orchestra)

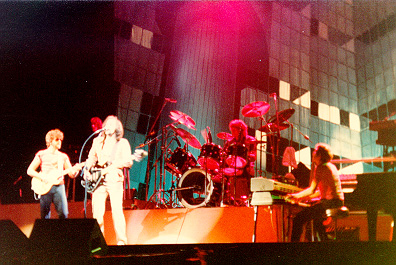
ELO Time Tour 1981-82

Discovery är ett musikalbum av Electric Light Orchestra släppt sommaren 1979 på Jet Records. Albumet var det första där gruppen valde att inte ge stråkinstrument en framträdande roll i musiken. Albumet är starkt influerat av disco vilket fick keyboardisten Richard Tandy att ge albumet smeknamnet "Disco very" (disco mycket). De största singelframgångarna från albumet blev "Shine a Little Love", "Don't Bring Me Down", "Confusion" och "Last Train to London".

## Låtlista
(alla låtar skrivna av Jeff Lynne)
Sida A
1. "Shine a Little Love"
2. "Confusion"
3. "Need Her Love"
4. "The Diary of Horace Wimp"

Sida B
1. "Last Train to London"
2. "Midnight Blue"
3. "Wishing"
4. "Don't Bring Me Down"

## Lisplaceringar
| Lista (1979)   | Position              |
| -------------- | --------------------- |
| Australien     | 1 (Kent Music Report) |
| Finland        | 2                     |
| Frankrike      | 2                     |
| Japan          | 31 (Oricon)           |
| Nederländerna  | 6                     |
| Norge          | 1 (VG-lista)          |
| Nya Zeeland    | 2                     |
| Storbritannien | 1 (UK Albums Chart)   |
| Sverige        | 2 (Topplistan)        |
| USA            | 5 (Billboard 200)     |
| Västtyskland   | 7                     |
| Österrike      | 3                     |